# Eucyrtops riparius
Eucyrtops riparius är en spindelart som beskrevs av Main 1957. Eucyrtops riparius ingår i släktet Eucyrtops och familjen Idiopidae.
Artens utbredningsområde är Western Australia. Inga underarter finns listade i Catalogue of Life.